# ممنوعیت فروش آدامس در سنگاپور
ممنوعیت فروش آدامس در سنگاپور در سال ۱۹۹۲ تصویب شد  و در ۲۰۰۴ و ۲۰۱۰ مورد تجدیدنظر قرار گرفت. این قانون واردات و فروش آدامس در سنگاپور را ممنوع می‌کند. از سال ۲۰۰۴، پس از موافقت‌نامهٔ تجارت آزاد ایالات متحدهٔ آمریکا و سنگاپور واردات آدامس به سنگاپور فقط با مقصود درمانی مجاز است.

دلیل ایجاد این قانون این بود که مردم با چسباندن آدامس بر روی صندلی‌ها، میزها، آسانسورها و قطارهای زیرزمینی موجب آلودگی محیط و ایجاد اختلال در عملکرد آن وسایل می‌شدند. بر اساس «قوانین واردات و صادرات (آدامس جویدنی)» جویدن آدامس در سنگاپور ممنوع است. به‌جز برای آدامس جویدنیِ دارای ارزش درمانی، «واردات» آدامس جویدنی به سنگاپور، مانند آوردن آن در مقادیر انبوه، مطلقاً ممنوع است.

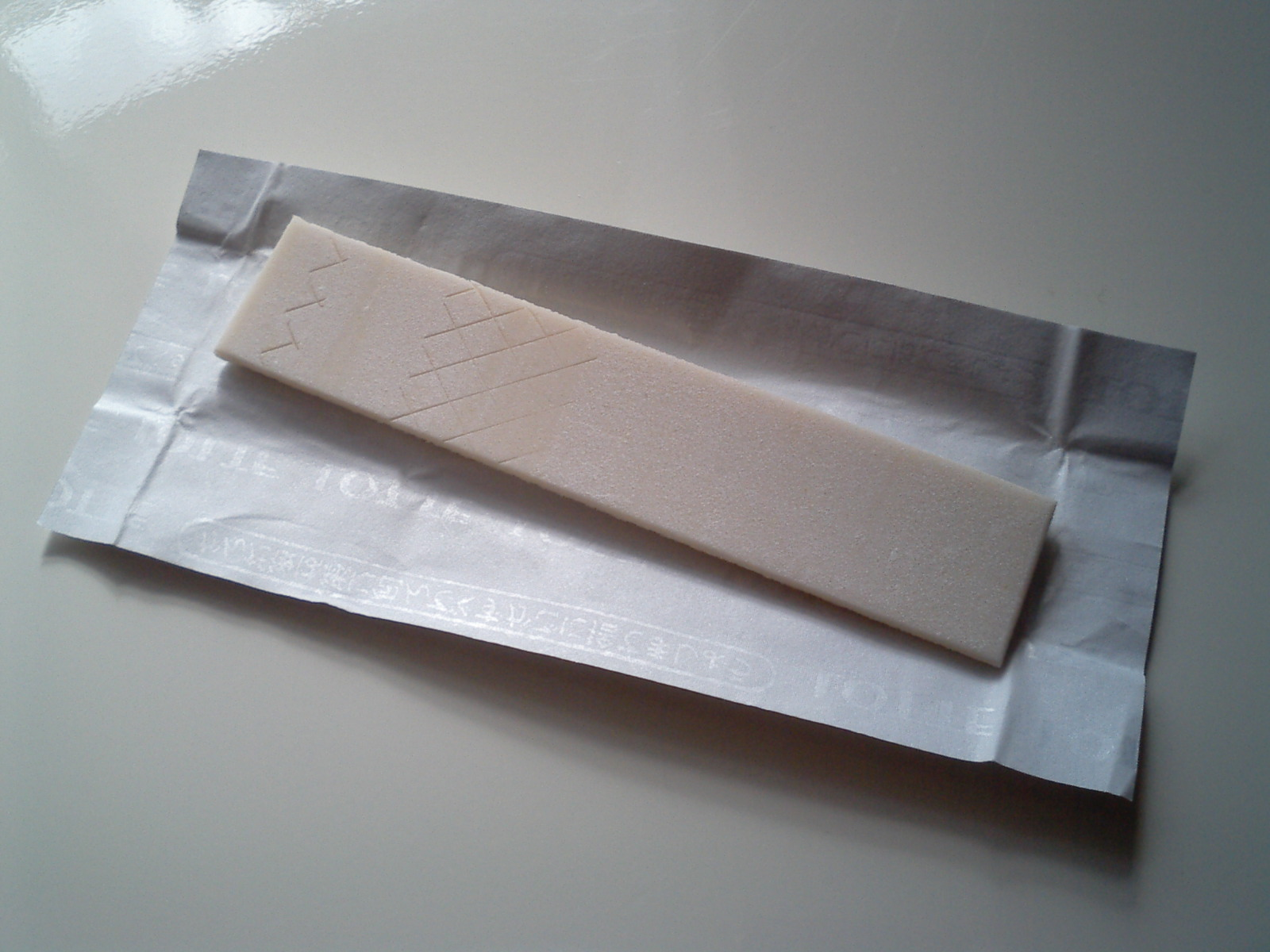
تصویب قانون ممنوعیت جویدن آدامس موجب رواج‌یافتن قاچاق این کالا به سنگاپور شده‌است.